# پلینویو، شهرستان وایت، آرکانزاس
پلینویو (به انگلیسی: Plainview) یک منطقهٔ مسکونی در ایالات متحده آمریکا است که در شهرستان وایت، آرکانزاس واقع شده‌است. پلینویو ۱۲۱ متر بالاتر از سطح دریا واقع شده‌است.